# Куклєв Михайло Ігорович
Михайло Ігорович Куклєв (рос. Михаил Игоревич Куклев; 24 серпня 1982, м. Москва, СРСР) — російський хокеїст, захисник. Виступає за «Металург» (Новокузнецьк) у Континентальній хокейній лізі. 
Вихованець хокейної школи «Динамо» (Москва). Виступав за «Динамо-2» (Москва), ТХК (Твер), ЦСК ВВС (Самара), «Нафтовик» (Леніногорськ), «Металург» (Новокузнецьк), «Зауралля» (Курган), «Сєвєрсталь» (Череповець), «Крила Рад» (Москва). 